# 王式通
王 式通（おう しきつう）は、清末民初の政治家・学者。北京政府に属し、司法行政・学芸行政の分野で主に活動した。字は書衡、号は志盦。本貫は浙江省紹興府山陰県。子は北京政府・中華民国臨時政府・南京国民政府（汪兆銘政権）の政治家である王蔭泰。

## 事績
1898年（光緒24年）、戊戌科進士となる。京師通芸学堂を卒業し、北洋編書局、大学堂、学務処、法律学堂で各職を歴任した。1906年（光緒32年）、日本に教育の視察に赴く。帰国後は内閣中書、刑部山東主事、安徽司員外郎、大理院推事・御史、大理院少卿などを歴任した。
中華民国成立後の1912年（民国元年）7月、王式通は、北京政府の司法部次長代理となる。さらに陸徴祥内閣で司法総長王寵恵が中途で辞任したため、王式通が総長を暫時代理した。まもなく王式通は総統府法制秘書に転じた。さらに、約法会議秘書長、政治会議秘書長、総統府内史、政事堂機要局長など、事務方の要職を歴任している。
1916年（民国5年）5月、王式通は段祺瑞内閣で国務院秘書長となる。6月、国務院参議に異動した。1917年（民国6年）9月から1920年（民国9年）9月まで、全国水利局副総裁をつとめている。その後は、清史館纂修、故宮博物院管理委員会副委員長、東方文化事業総委員会委員などになる。王式通は、当時における史学・地誌の第一人者としても知られた。1930年（民国19年）10月3日、北平で病没。享年67。

## 著作
- 『弭兵古義』
- 『志盦遺稿』1938年